# Busto de Vitorino Nemésio

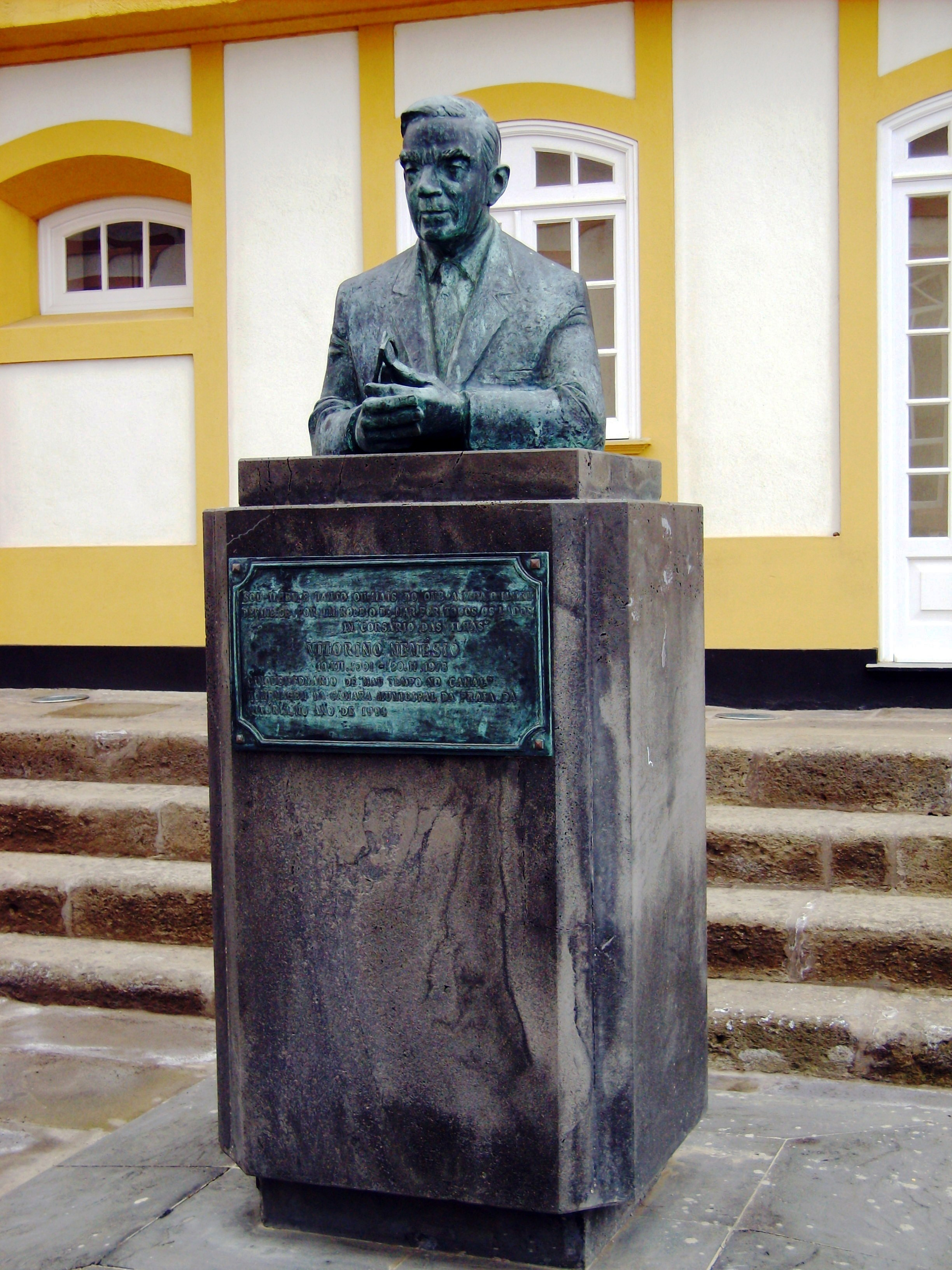
Busto de Vitorino Nemésio, Praia da Vitória.

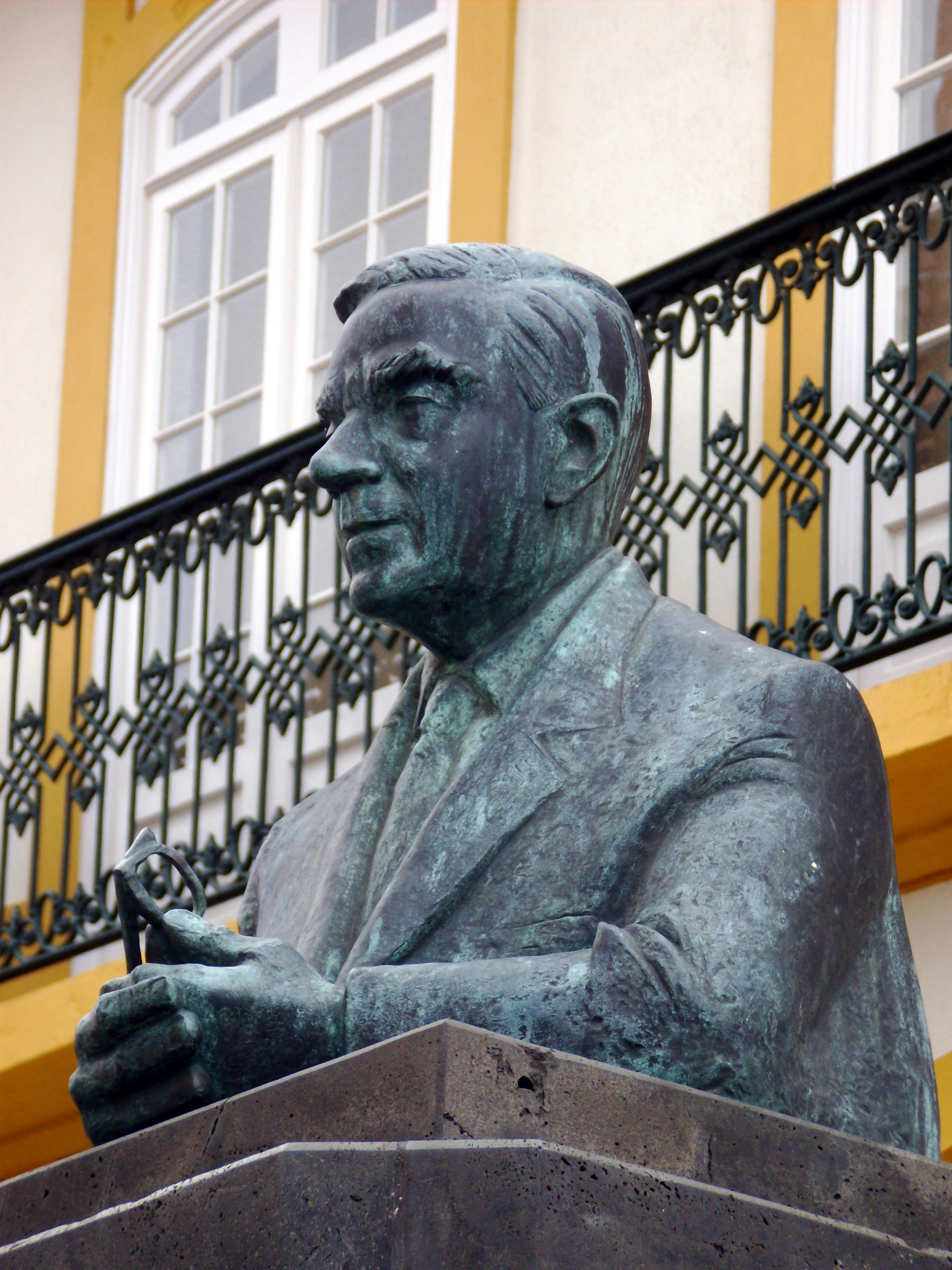
Busto de Vitorino Nemésio: detalhe.

O Busto de Vitorino Nemésio localiza-se diante da Casa das Tias de Vitorino Nemésio, na cidade e município da Praia da Vitória, ilha Terceira, nos Açores.
Fundido em bronze, é da autoria do escultor Álvaro Raposo de França. Foi inaugurado em 17 de Dezembro de 1994, pela Câmara Municipal, no contexto das comemorações do 50º aniversário da publicação do romance "Mau Tempo no Canal".